# Anders Björler
Anders Björler (26 febbraio 1973) è un musicista svedese.
È meglio conosciuto come il chitarrista solista dei gruppi metal The Haunted e At the Gates, insieme al fratello gemello bassista Jonas.
Björler ha anche diretto, montato e prodotto video musicali, documentari e film in studio per band come In Flames, Dark Tranquillity e Meshuggah, così come per le sue band.

## Carriera

### At the Gates (1990–1996, 2007–2017, 2022–Oggi)
Björler è stato un membro fondatore della band Melodic death metal e At the Gates con suo fratello gemello Jonas Björler, così come Tomas Lindberg, Alf Svensson e Adrian Erlandsson. Nel luglio 1996, alla fine del ciclo di tournée per il loro album acclamato dalla critica Slaughter of the Soul del 1995, Björler lasciò la band e di conseguenza gli At the Gates si sciolsero. Nell'ottobre 2007, gli At the Gates annunciarono un ricongiungimento per il 2008, suonando nei principali festival musicali europei e date di tour negli Stati Uniti, Giappone e Svezia. La band si è riunita poi una seconda volta nel 2011, per suonare ulteriori concerti. La band ha anche pubblicato un album di ritorno, intitolato At War with Reality, alla fine del 2014. Björler ha lasciato la band nel marzo 2017, con At the Gates che ha continuato con un chitarrista sostitutivo e un nuovo album dopo la sua partenza dalla band. Alla fine del 2022, in seguito alla partenza di Jonas Stålhammar, Björler è tornato agli At the Gates come chitarrista.

### The Haunted (1996–2001, 2002–2012)
Nel settembre 1996, pochi mesi dopo lo scioglimento degli At the Gates, Björler si unì ai The Haunted come chitarrista solista. Rimase nella band fino al 2001, quando decise di dedicarsi agli studi universitari in ambito cinematografico. Björler ritornò nella band nel 2002, ma lasciò nuovamente la band nell'ottobre 2012.

### Progetto strumentale (assolo) (2013-)
L'album di debutto da solista di Björler "Antikythera" è stato pubblicato da Anders Fridén (In Flames) sulla sua etichetta Razzia Notes Records nel novembre 2013. Si concentra sull'amore di Björler per le colonne sonore dei film italiani degli anni '60 -'80, ma contiene anche elementi di rock progressivo inglese, jazz, post-rock e musica popolare svedese.

## Discografia

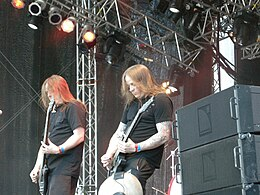
Björler (a destra) con suo fratello Jonas, 2009

### At the Gates (studio album)
- Gardens of Grief (EP) – 1991
- The Red in the Sky Is Ours – 1992
- With Fear I Kiss the Burning Darkness – 1993
- Terminal Spirit Disease – 1994
- Slaughter of the Soul – 1995
- At War with Reality – 2014

### The Haunted (studio album)
- The Haunted – 1998
- The Haunted Made Me Do It – 2000
- One Kill Wonder – 2003
- rEVOLVEr – 2004
- The Dead Eye – 2006
- Versus – 2008
- Unseen – 2011

### Anders Björler (solo)
- Antikythera – 2013 (Razzia Notes / Sony Records)
- Dreaming of Insomnia – 2015 (singolo digitale a due tracce)

### Altre Apparizioni
- Infestation "When Sanity Ends" demo, 1990 (Chitarra)
- Terror "Terror" demo, 1994 (guitar)
- Darkest Hour "Hidden Hands of a Sadist Nation" 2003 (guest guitar solo, track 5)
- Annihilator "Metal", 2007 (guest guitar solo, track 5)
- Evocation "Dead Calm Chaos" 2008 (guest guitar solo)
- Shadow "Forever Chaos" 2008 (guest guitar solo)
- ColdTears "Ocean" 2012 (guest guitar solo)
- Akani "Santa Muerte" 2014 EP (guitar)
- Pagandom "Hurt as a Shadow" CD, 2016 (guitar)
- Pagandom "Spiritual Psycho 30" digital single, 2020 (guitar solo)

## Filmografia
- The Haunted – The Drowning (promo video, 2006)
- Dark Tranquillity – We are the Void (making-of video series, 2009)
- Road Kill: On the Road with 'The Haunted' (documentary, DVD, 2010)
- Under a Serpent Sun – The Story of At the Gates (documentary, DVD, 2010)
- At the Gates – Live at Wacken 2008 (live DVD, 2010)
- The Haunted – Live in Amsterdam 2009 (live DVD)
- Meshuggah in India (documentary & live, DVD)
- In Flames – Sounds of a Playground Fading (in-the-studio video series, 2011)
- The Haunted – No Ghost (promo video, 2011)
- Meshuggah – Konstrukting the Koloss (making-of documentary, 2012)